# WebGPU
WebGPU ist der Arbeitstitel eines zukünftigen Web-Standards sowie JavaScript API für hardwarenahe, beschleunigte Grafik- und Computer-Berechnungen mit dem Ziel, WebGL abzulösen. Die Entwicklung findet in der W3C GPU for the Web-Community-Group durch Softwareingenieure von Apple, Mozilla, Microsoft, Google und weiteren statt.
Im Gegensatz zu WebGL, welches auf OpenGL ES basierte, ist WebGPU keine direkte Portierung einer bereits existierenden Grafikschnittstelle. Sie ist dennoch an Konzepte der hardwarenahen Schnittstellen Vulkan, Metal und Direct3D 12 angelehnt. Von den Geschwindigkeitsgewinnen sollen sowohl mobile Endgeräte als auch Desktop-Plattformen profitieren.

## Entwicklung
Am 7. Februar 2017 stellte Apples WebKit-Team, angelehnt an die eigene „Metal“-Schnittstelle, ein Proof of Concept samt Ideen für einen Standard unter dem Namen „WebGPU“ vor. Zusätzlich schlug man vor eine W3C-Community-Group zu gründen.
Die W3C „GPU for the Web“-Community-Group begann am 16. Februar 2017 ihre Arbeit. Zu diesem Zeitpunkt gab es bereits Experimente von Apple, Google und Mozilla, aber nur Apple hatte ein offizielles Proposal. Am 21. März 2017 folgte dann Mozilla mit einem eigenen Proposal für den WebGPU-Standard.
Am 1. Juni 2018 gaben die Entwickler hinter Googles Chrome-Browser bekannt, dass man sich bei den wichtigsten Aspekten geeinigt habe und man nun plane den Standard in Zukunft zu implementieren.
Seit dem 6. April 2023 läuft Chrome 113 standardmäßig mit WebGPU.
Der Name „WebGPU“ wurde später von der Community-Group als Arbeitstitel für einen offenen Standard aufgegriffen. Die ursprüngliche Apple-Präsentation wurde auf „Web-Metal“ umbenannt, um Verwirrung zu vermeiden.

## Andere Grafikschnittstellen
- Direct3D 12
- Khronos Group
- Metal (API)
- OpenGL
- Vulkan (API)
- WebCL
- WebGL